# Uranat

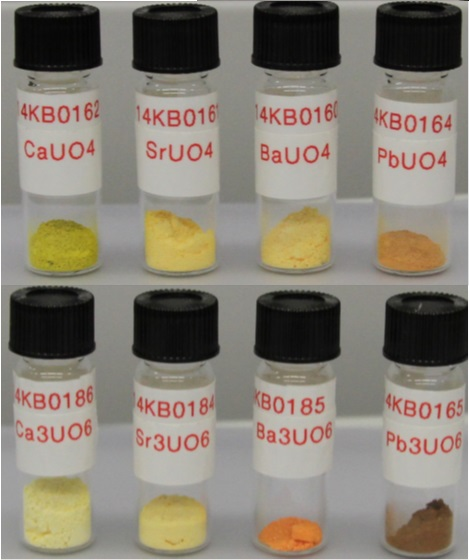
Uranați de calciu, stronțiu, bariu și plumb

Un uranat este un anion care conține elementul uraniu într-una din stările de oxidare 4, 5 sau 6. Formula chimică generală este MxUyOz, unde M reprezintă un cation. De asemenea, sărurile care conțin astfel de anioni se numesc uranați.  
În funcție de numărul de atomi de uraniu conținuți de unitatea anionică se clasifică în monouranați, diuranați etc. Foarte cunoscuți sunt diuranații de sodiu (DUNA) și amoniu (DUA), produși intermediari în prelucrarea și purificarea uraniului. 

## Sinteză
O metodă cu aplicabilitate generală este reacția în stare solidă a componentelor oxidice la temperaturi ridicate. De exemplu,  
Na2O + UO3 → Na2UO4
O altă metodă constă în descompunerea termică a unui compus de coordinație, de exemplu un acetat. Astfel, diuranat de bariu microcristalin poate fi obținut prin decompunerea la 900 °C în atmosferă inertă a acetatului de bariu și uranil:
2 Ba[UO2(CH3COO)3]2 → BaU2O7 + ...
Uranații sunt săruri insolubile în apă sau alți solvenți, astfel că probe pure pot fi obținute doar prin controlul atent al condițiilor de reacție.
De asemenea, prin controlul atmosferei de reacție, poate fi schimbată starea de oxidare a uraniului în diverși uranați. Astfel, prin tratament termic în atmosferă reducătoare, BaUO4 poate fi transformat în BaUO3, care poate ulterior reoxidat prin tratament termic în aer.

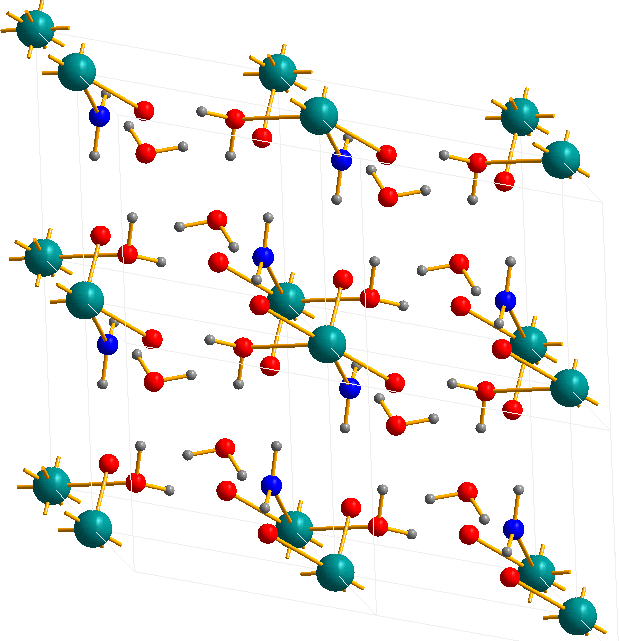
Structura (NH_{4})_{2}U_{2}O_{7}
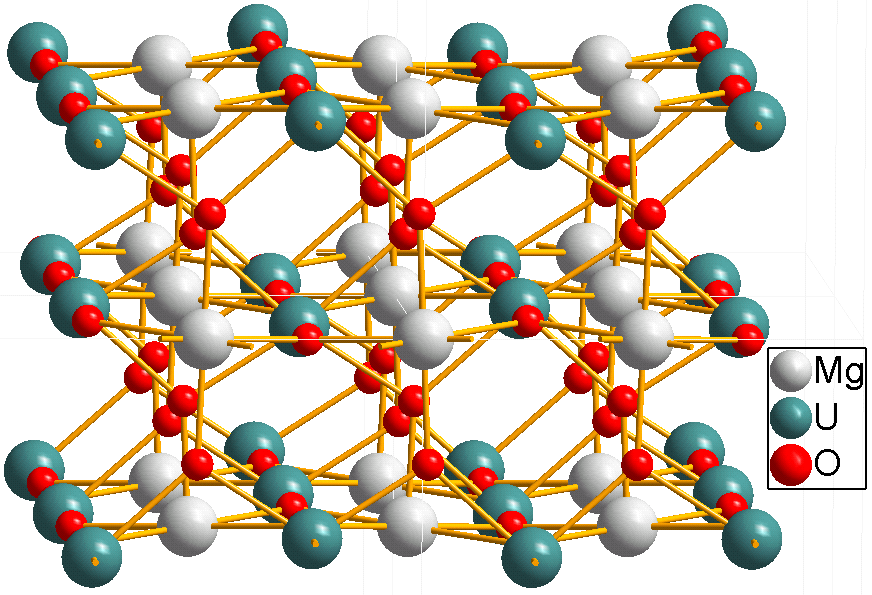
Structura MgUO_{4}
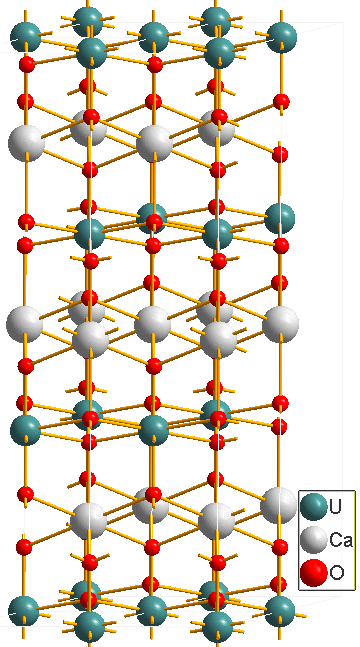
Structura CaUO_{4}
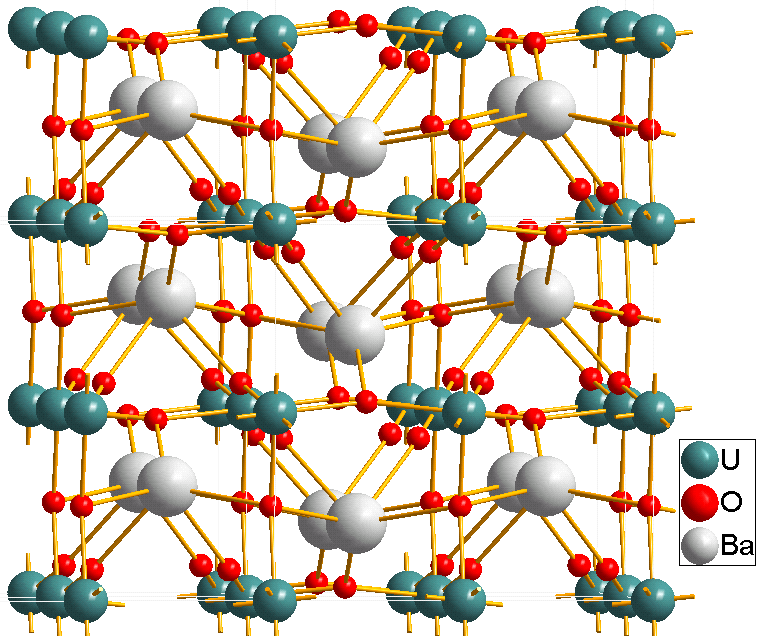
Structura BaUO_{4}

| Formula | stare de oxidare | Grup spațial              | Simetrie                        | Formula  | stare de oxidare | Grup spațial   | Simetrie              | Formula | stare de oxidare | Grup spațial | Simetrie   |
| ------- | ---------------- | ------------------------- | ------------------------------- | -------- | ---------------- | -------------- | --------------------- | ------- | ---------------- | ------------ | ---------- |
| Li2UO4  | VI               | α: Fmmm, Pnma β:          | ortorombic hexagonal            | BaU2O7   | VI               | I41/amd        | tetragonal            | Sr2UO5  | VI               | P21/c        | monoclinic |
| Na2UO4  | VI               | α: Cmmm β: Pnma           | ortorombic ortorombic           | SrU2O7   | VI               |                |                       | Li6UO6  | VI               |              | hexagonal  |
| K2UO4   | VI               | α: I4/mmm β:              | tetragonal ortorombic           | CaU2O7   | VI               |                |                       | Ca3UO6  | VI               | P21          | monoclinic |
| Cs2UO4  | VI               | I4/mmm                    | tetragonal                      | MgU3O10  | VI               |                | hexagonal             | Sr3UO6  | VI               | P21          | monoclinic |
| MgUO4   | VI               | Imma                      | ortorombic                      | Li2U3O10 | VI               | α: P21/c β: P2 | monoclinic monoclinic | Ba3UO6  | VI               | Fm-3m        | cubic      |
| CaUO4   | VI               | R-3m                      | romboedral                      | SrU4O13  | VI               |                | monoclinic            | NaUO3   | V                | Pbnm         | ortorombic |
| SrUO4   | VI               | α: R-3m β: Pbcm           | romboedral ortorombic           | Li2U6O19 | VI               |                | ortorombic            | KUO3    | V                | Pm3m         | cubic      |
| BaUO4   | VI               | Pbcm                      | ortorombic                      | K2U7O22  | VI               | Pbam           | ortorombic            | RbUO3   | V                | Pm3m         | cubic      |
| Li2U2O7 | VI               |                           | ortorombic                      | Rb2U7O22 | VI               | Pbam           | ortorombic            | CaUO3   | IV               |              | cubic      |
| Na2U2O7 | VI               | C2/m                      | monoclinic                      | Cs2U7O22 | VI               | Pbam           | ortorombic            | SrUO3   | IV               |              | ortorombic |
| K2U2O7  | VI               | R-3m                      | hexagonal                       | Li4UO5   | VI               | I4/m           | tetragonal            | BaUO3   | IV               | Pm3m         | cubic      |
| Rb2U2O7 | VI               | R-3m                      | hexagonal                       | Na4UO5   | VI               | I4/m           | tetragonal            | Li3UO4  | V                |              | tetragonal |
| Cs2U2O7 | VI               | α: C2/m β: C2/m γ: P6/mmc | monoclinic monoclinic hexagonal | Ca2UO5   | VI               | P21/c          | monoclinic            | Na3UO4  | V                | Fm-3m        | cubic      |

- Structura (NH4)2U2O7
- Structura MgUO4[3]
- Structura CaUO4 [4]
- Structura BaUO4

## Proprietăți și utilizări

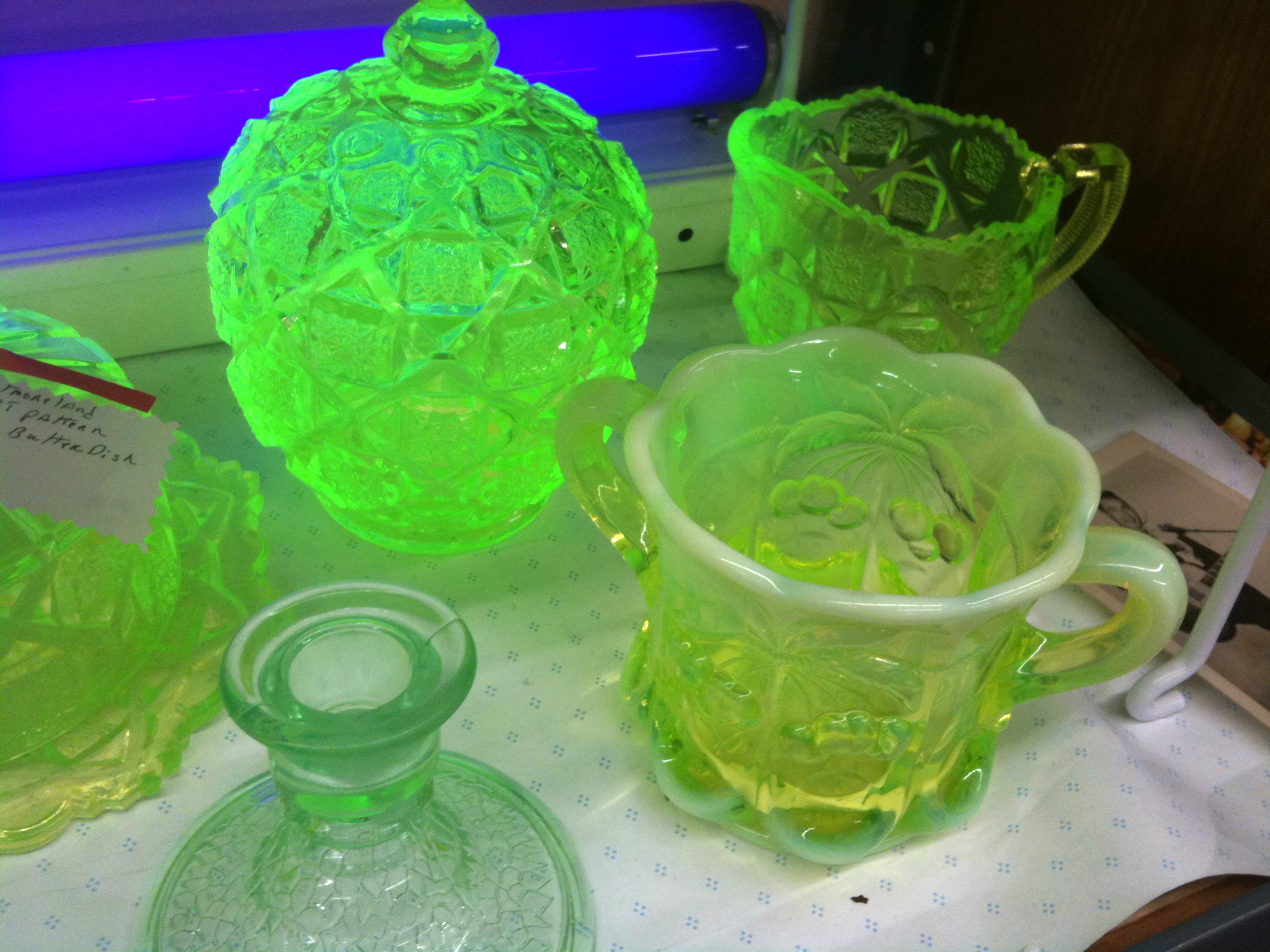
O colecție de sticlărie de uraniu

Yellowcake este produs pentru concentrarea și separarea uraniului de alte elemente prin adăugarea de ioni alcalini sau amoniu la o soluție de uraniu 

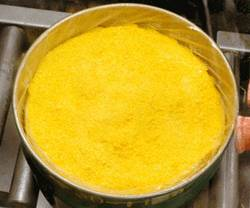
Yellowcake, produs intermediar în fabricarea dioxidului de uraniu

hexavalent, cind uraniul precipită sub formă de diuranat. În cazul amoniului se obține diuranat de amoniu (DUA), constrituentul primar al yellowcake. Compoziția exactă a precipitatului depine de condițiile utilizate și de anionii prezenți îm soluție, formula (NH4)2U2O7 fiind doar una apriximativă. Pron descompunerea termică a DUA la 350 °C se obține β–UO3, iar la temperaturi mai ridicate, U3O8. Alți produși similari (cu comportament asemănător) sunt DUNA (diuranatul de sodiu) sau DUM (diuranatul de magneziu).
Oxizii și uranații au fost utilizați în trecut drept pigmenți pentru colorarea (în nuanțe de galben și verde) ceramicii și a sticlei de uraniu.  În prezent aceste aplicații au fost abandonate din cauza radioactivității uraniului.
Uranații joacă un rol important în managementul deșeurilor radioactive.